# Cymbidiella
Cymbidiella es un género con tres especies de orquídeas de hábitos epífitas. Es originario de Madagascar.

## Distribución y hábitat
Este género se distribuye en Madagascar donde crece en los bosques húmedos tropicales. La variedad de especies van de epifitas a litófitas y se encuentran en lugares de pantanos y palmeras.

## Especies seleccionadas
- Cymbidiella falcigera
- Cymbidiella flabellata
- Cymbidiella rhodochila